# Алмейда, Диего
Диего Алмейда Креспо (исп. Diego Almeida Crespo; род. 12 февраля 2004, Руби) — эквадорский футболист, защитник испанского клуба «Прат». 
В 2021 году сыграл один матч за сборную Эквадора.

## Клубная карьера
Алмейда — воспитанник клуба «Барселона». В 2022 году он дебютировал за дублирующий состав.

## Международная карьера
5 декабря 2021 года в товарищеском матче против сборной Сальвадора Алмейда дебютировал за сборную Эквадора.